# Simon von Genua
Simon von Genua, auch Simon a Cordo, Simon Ianuensis und Simone da Genova, war ein Arzt und Autor, der im 13. Jahrhundert lebte. Er war am Hof von Papst Nikolaus IV. tätig, übersetzte mit dem spanischen Juden Abraham von Tortosa medizinische Werke aus dem Arabischen und verfasste das medizinische Wörterbuch Clavis sanationis.

## Leben
Über Simon ist wenig mehr bekannt als das, was er selbst im Incipit der Clavis sanationis mitteilt. Demnach war Simon Subdiakon und Kaplan unter Papst Nikolaus IV., der von 1288 bis 1292 amtierte. Zu Simons Aufgaben gehörte auch die medizinische Versorgung des Papstes. Sein Wörterbuch verfasste Simon auf Veranlassung des Hauskaplans Campanus von Novara. Die Arbeit daran dauerte laut Simon fast 30 Jahre und war noch vor dem Tod von Campanus im Jahr 1296 abgeschlossen.
Simon starb wahrscheinlich während der Amtszeit von Papst Bonifatius VIII.

## Übersetzungen
Der Aggregator geht ursprünglich auf Ibn Wafid zurück und ist eine in zwei Teile gegliederte Arzneimittellehre, die nach einer kurzen Einführung 462 Monografien zu Drogen aus Pflanzen, Mineralien und Tieren enthält. Die pflanzlichen Drogen sind nach ihren Primärqualitäten geordnet. Die einzelnen Monografien enthalten Exzerpte der antiken Ärzte Pedanios Dioskurides und Galenos sowie verschiedener arabischsprachiger Autoren, allerdings nicht aus dem Kanon der Medizin von Ibn Sina. Der Aggregator wurde bereits 1497 in Venedig gedruckt. Für die 1531 von Otto Brunfels besorgte Druckfassung liegt eine deutsche Übersetzung vor.
Außerdem übersetzten Simon und Abraham ein Werk von Abulcasis (Liber servitoris de preparacione medicinarum simplicium) und das 6. Buch der hippokratischen Epidemien.

## Clavis sanationis
Nach eigenen Angaben sammelte Simon fast 30 Jahre lang Handschriften für sein Hauptwerk und stand dabei unter anderem mit Roger Bacon in Kontakt. Für die Pharmakologie benutzte er griechische, lateinische und arabische Quellen, darunter Pedanios Dioskurides, Cassius Felix, Alexander von Tralleis, Rhazes, Abulcasis, Avicenna und das dreisprachige Glossar des Stephan von Pisa. Selbst die eher ungewöhnlichen Kyraniden zog er heran. Der pharmakologische Schwerpunkt Simons zeigt sich daran, dass von den 770 Einträgen, die mit dem Buchstaben A beginnen, 581 einen pharmakologischen Bezug haben. Dieser Anteil von etwa 75 Prozent zieht sich durch das gesamte Werk. Simon nennt etwa 400 pflanzliche Drogen, ferner mineralische und animalische Drogen, zusammengesetzte Arzneimittel und diverse Präparate. Üblicherweise gibt Simon bei den Einträgen Synonyme, Angaben zur Etymologie, eine Beschreibung der Droge bzw. des Mittels sowie Angaben zur Verwendung und zur Empirie. Aus der Materia medica von Dioskurides übernimmt Simon oft mehrere Sätze, wobei er sehr auf die Textqualität bedacht ist und deshalb mehrere Übersetzungen heranzieht. Als Hauptquelle verwendet er eine alphabetische lateinische Fassung (Dyascorides), ferner eine ältere lateinische Übersetzung, in der die nicht-alphabetische Struktur des griechischen Originals erhalten ist (ähnlich der Handschrift München BSB Clm 337, auch bekannt als Dioscorides Longobardus) sowie die Auszüge aus dem Aggregator. In einzelnen Fällen greift er auf den illustrierten Pseudo-Dioskurides zurück (Ex herbis femininis). Ebenso hatte er Zugang zu nicht näher identifizierbaren griechischen und arabischen Handschriften.
Das Werk wurde bereits um 1472 von Andreas Belfortis in Ferrara gedruckt, 1473 von Antonius Zarotus in Mailand und 1474 von Petrus Mauser in Padua.